# Luciano Sánchez García
Luciano Sánchez García (Béjar, Salamanca, 28 de maig de 1944), conegut com a Vavá II o simplement Vavá, és un exfutbolista espanyol. Va desenvolupar la major part de la seva carrera professional en l'Elx CF, equip on va conquerir el Trofeu Pitxitxi la temporada 1965/66. Va ser internacional amb la selecció espanyola.

## Trajectòria
Vavá II va començar la seva carrera a l'equip de la seva ciutat natal, el CD Béjar Industrial. El 1963 va fitxar per l'Elx CF, encara que la primera temporada va jugar en l'equip filial, l'Elx CF Il·licità, a Segona Divisió.
Va debutar a Primera Divisió el 18 d'octubre de 1964, en un partit contra la UD Las Palmas en el qual va marcar un gol. El 1965, va jugar un partit amistós a les files del FC Barcelona. L'any següent, la temporada 1965/66, va ser el màxim golejador de la lliga espanyola, amb 19 gols, fet que el converteix en l'únic jugador en la història de l'Elx CF que ha aconseguit el Pitxitxi. Pocs mesos després també es va convertir en el primer jugador de l'Elx a vestir la samarreta de la selecció espanyola (amb la qual va disputar 2 partits, sense marcar, però, cap gol). El 1969 va ser subcampió de la Copa del Generalíssim, el major èxit esportiu en la història del club il·licità. La final fou guanyada per l'Athletic Club per 1-0 i Vavá II va disputar el partit complet.
Tot i perdre la categoria la temporada 1970/71, va seguir jugant amb l'Elx CF a Segona Divisió. El 1974 va fitxar pel RC Deportivo de la Coruña, i acabà a la UD Melilla.